# Nevsky Prospekt

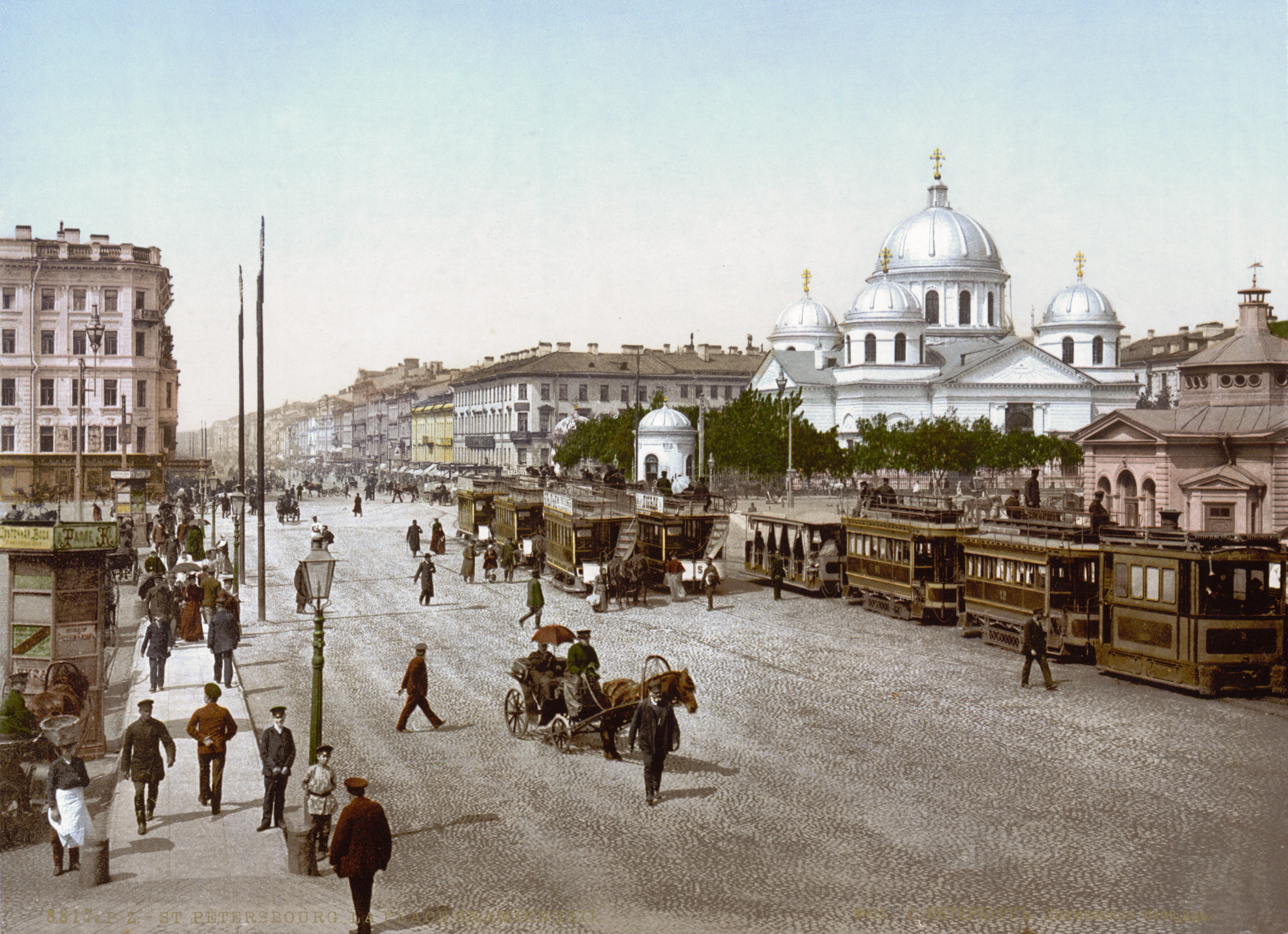
A avenida perto da estação ferroviária de Moskovsky, década de 1890

A Avenida Nevsky (Невский проспект, Perspectiva Nevsky) é a principal avenida de São Petersburgo, na Rússia.

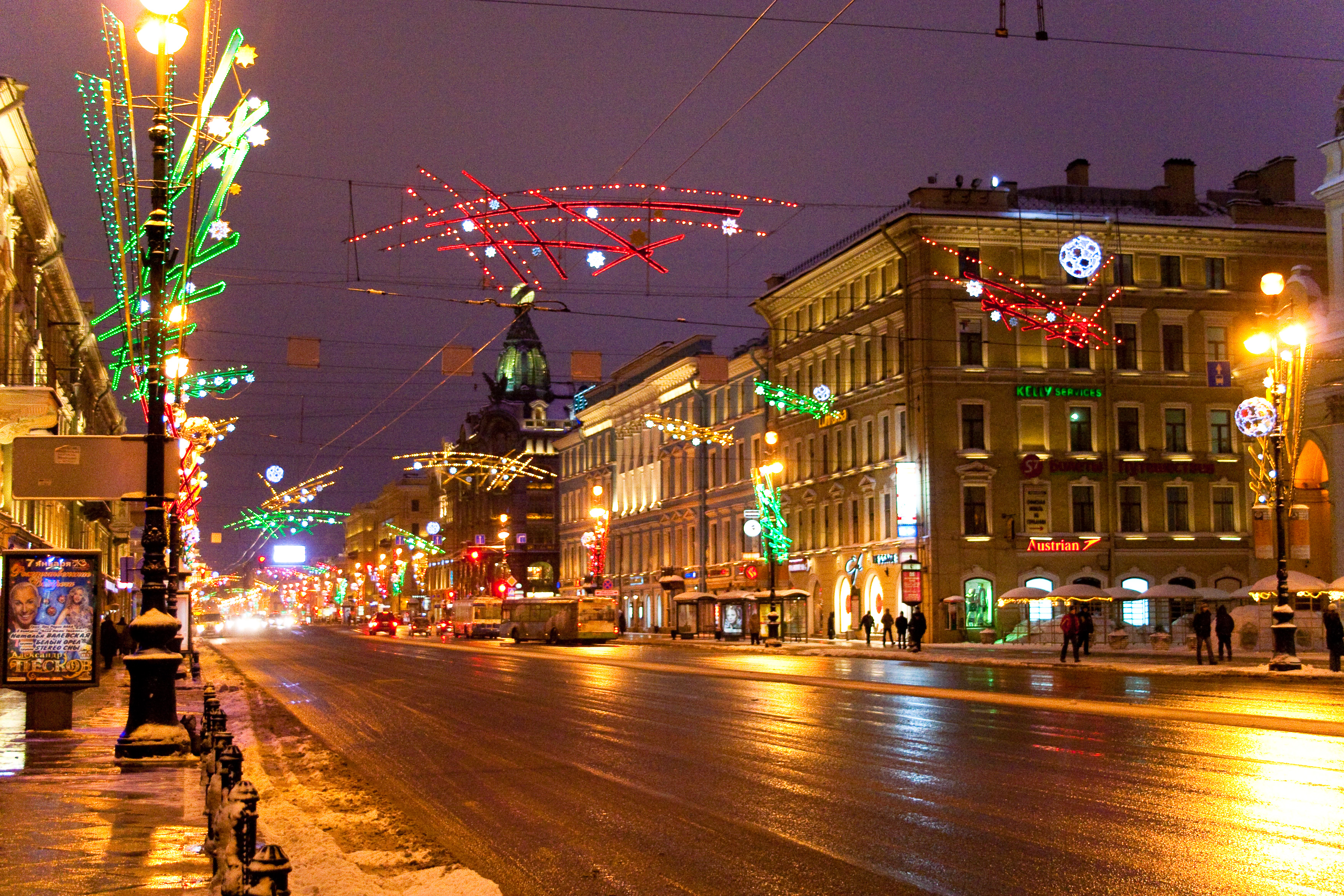
Nevsky Prospect em janeiro de 2010

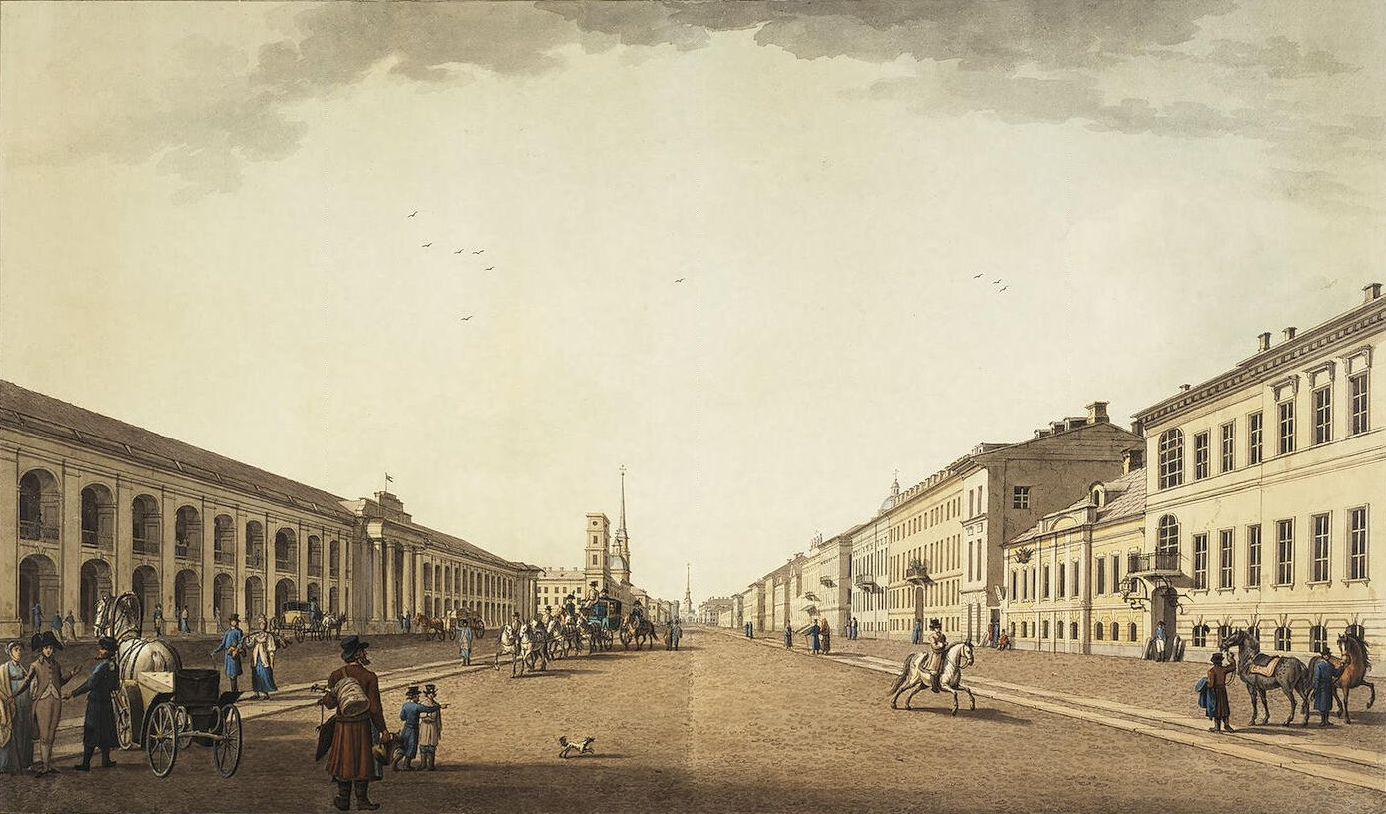
A avenida perto do Gostiny Dvor, 1799
por Benjamin Patersen.

Planeada por Pedro, o Grande, como início da estrada para Novgorod e Moscovo, a avenida tem início na Praça do Palácio, entre o Almirantado e o Hermitage e termina no Mosteiro de Alexander Nevsky.
Na Avenida Nevsky encontram-se, entre outros edifícios, o Palácio Stroganov, da autoria de Bartolomeo Rastrelli, a Catedral de Nossa Senhora de Cazã, igrejas do século XVIII, e um monumento a Catarina, a Grande.

## A denominação
Após a Revolução, o nome da avenida foi alterado para Avenida da Cultura Proletária em homenagem à organização soviética Proletkult. Após o desaparecimento desta organização foi renomeada avenida 25 de outubro, em homenagem à Revolução de Outubro. Em 1944 regressou à sua denominação original.

## A avenida na literatura
A vida da avenida foi descrita por Nikolai Gogol na sua história Avenida Nevsky.

## Hoje
A avenida Nevsky é hoje considerada a principal artéria de São Petersburgo.
A maioria das lojas de prestígio e bares da cidade estão localizados na avenida ou junto a ela,